# Двоколісні хроніки

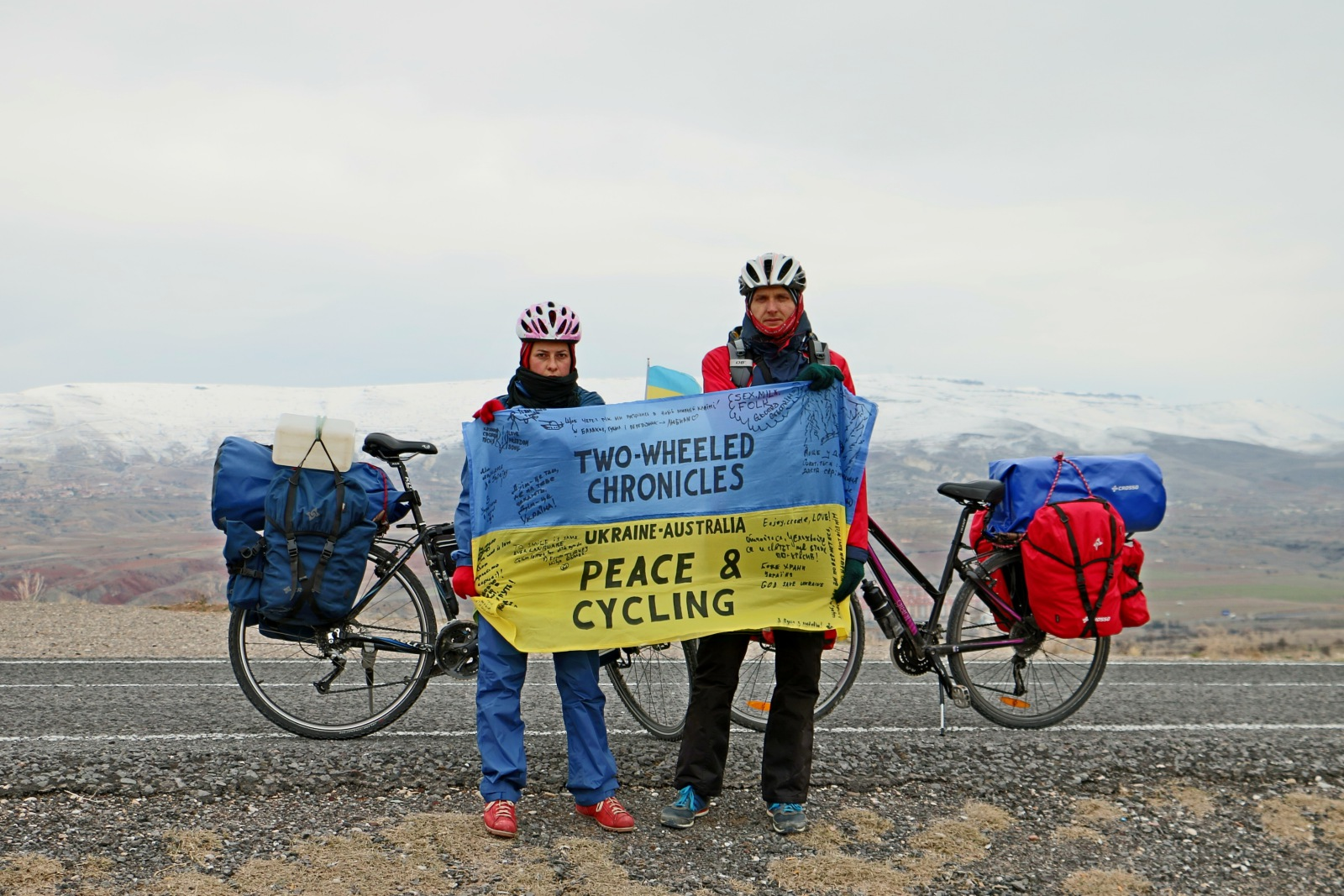
Учасники проєкту «Двоколісні хроніки» під час велоподорожі з України до Австралії, 2014 р.

Двоколісні хроніки — культурний проєкт та відеоблог, що поєднує у собі мандрівницьку, етнографічну, музичну, медіа та кінематографічну складові. Основною його особливістю є використання велосипеда як транспорту при дослідженні культур різних народів. Створений подружжям мандрівників і музикантів українського гурту «Фолькнери», Володимиром Мулярем та Яриною Квіткою.

## Історія створення та ідея
Влітку 2009 року Володимир з Яриною здійснили спільну подорож на велосипедах від Керчі (Крим, Україна) до Сухумі (Абхазія). По дорозі виконували українські давні пісні на вулицях кубанських та абхазьких міст, а також намагалися відшукувати місцевий фольклор. Ця мандрівка надихнула пару на створення культурного проєкту, у якому всі подальші подорожі об'єднувалися спільною ідеєю популяризації української культури у світі, пропаганди екологічного (велосипедного) туризму, а також пошуку та збереження пісенного фольклору, як українського так і світового.
Перші мандрівки проєкту «Двоколісні хроніки» відбувалися у форматі етнографічної експедиції, а засобом пересування став велосипед. Особливістю проєкту є те, що маршрути подорожей прокладалися переважно осторонь популярних туристичних місць (хоча й не уникаючи їх), натомість перевага надавалася зануренню в «глибинку», дослідженню культури й побуту простих людей в кожній з країн. Учасники не користувалися послугами готелів у дорозі, ночуючи в наметі або у людей, котрі їх запрошували.
Мандрівники активно використовують сучасні медіа-технології, зокрема співпрацюючи з телеканалами, які транслюють їхні щотижневі «хроніки» з подорожей. Особливістю також є те, що все відео знімається та монтується самими учасниками безпосередньо у дорозі. Також ведуть відеоблог на Youtube, аби донести результати проєкту до широких мас. Фольклорні аудіо та відео-записи з експедицій опубліковуються на сайті проєкту у вільному доступі, а деякі зі знайдених пісень музиканти виконують з власним гуртом «Фолькнери», зазвичай надаючи їм цілком нового звучання.

## Здійснені експедиції

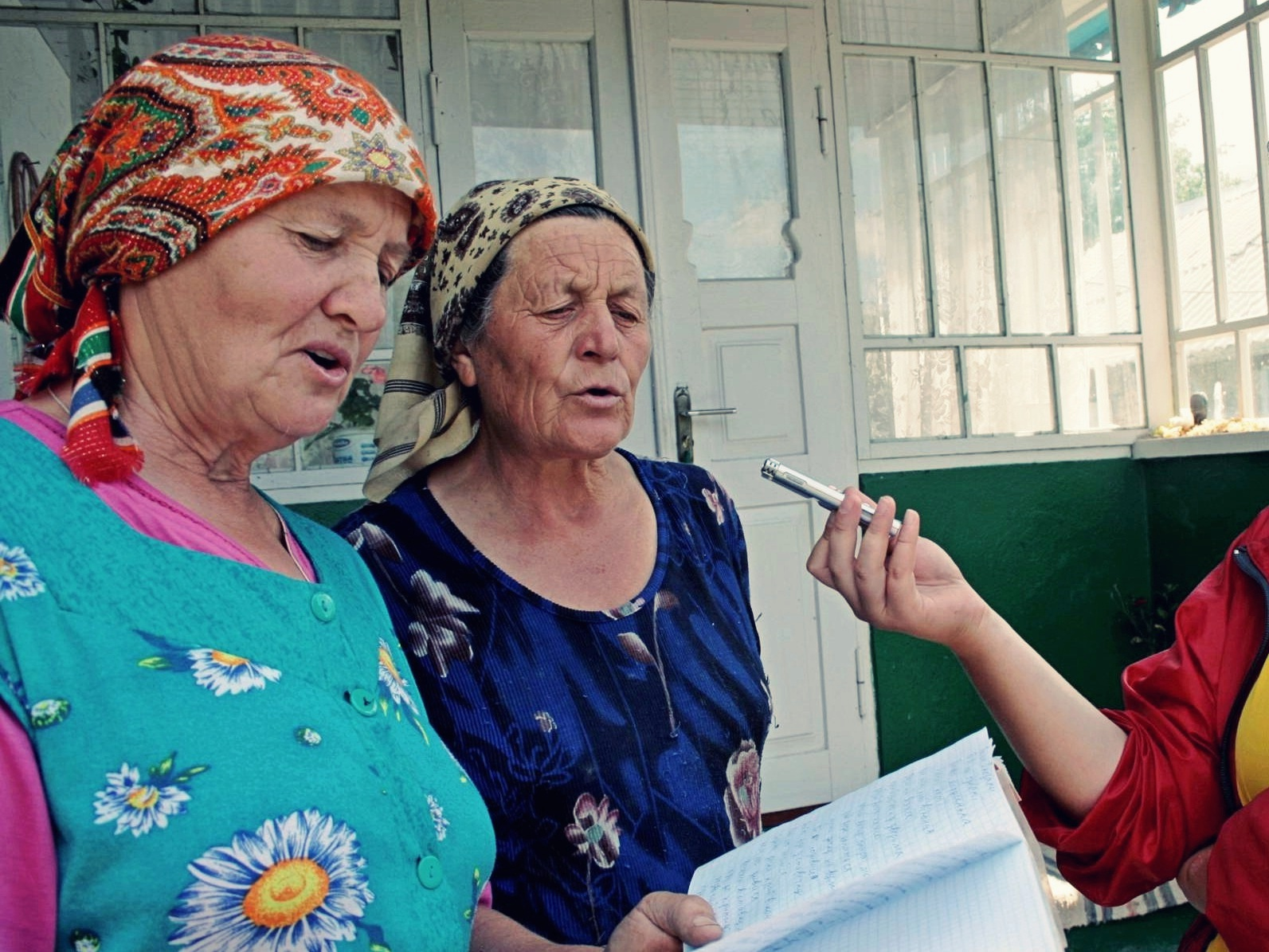
Українські жінки співають для учасників експедиції 2011 р.

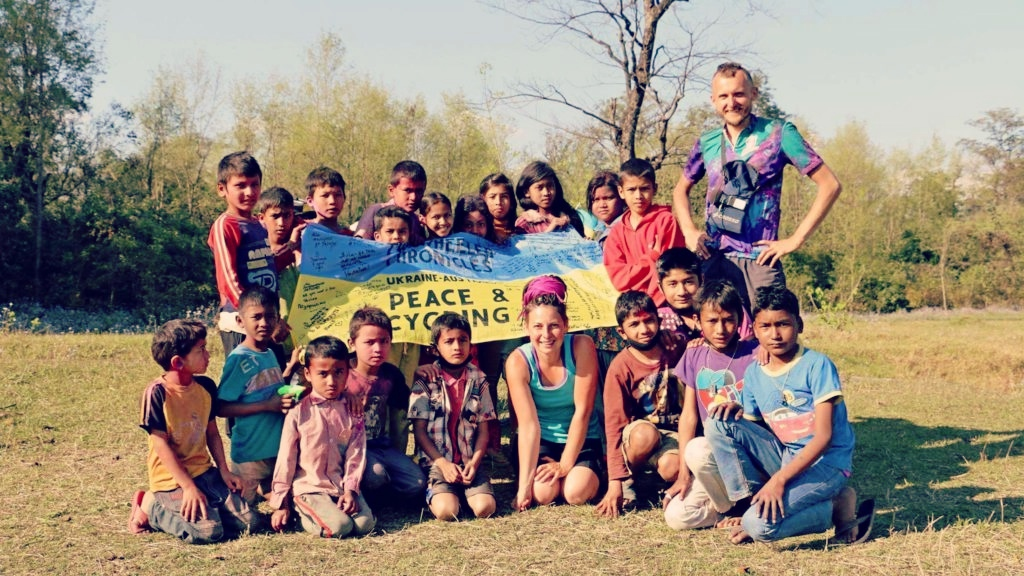
Володимир Муляр та Ярина Квітка серед непальських дітей, 2015 р.

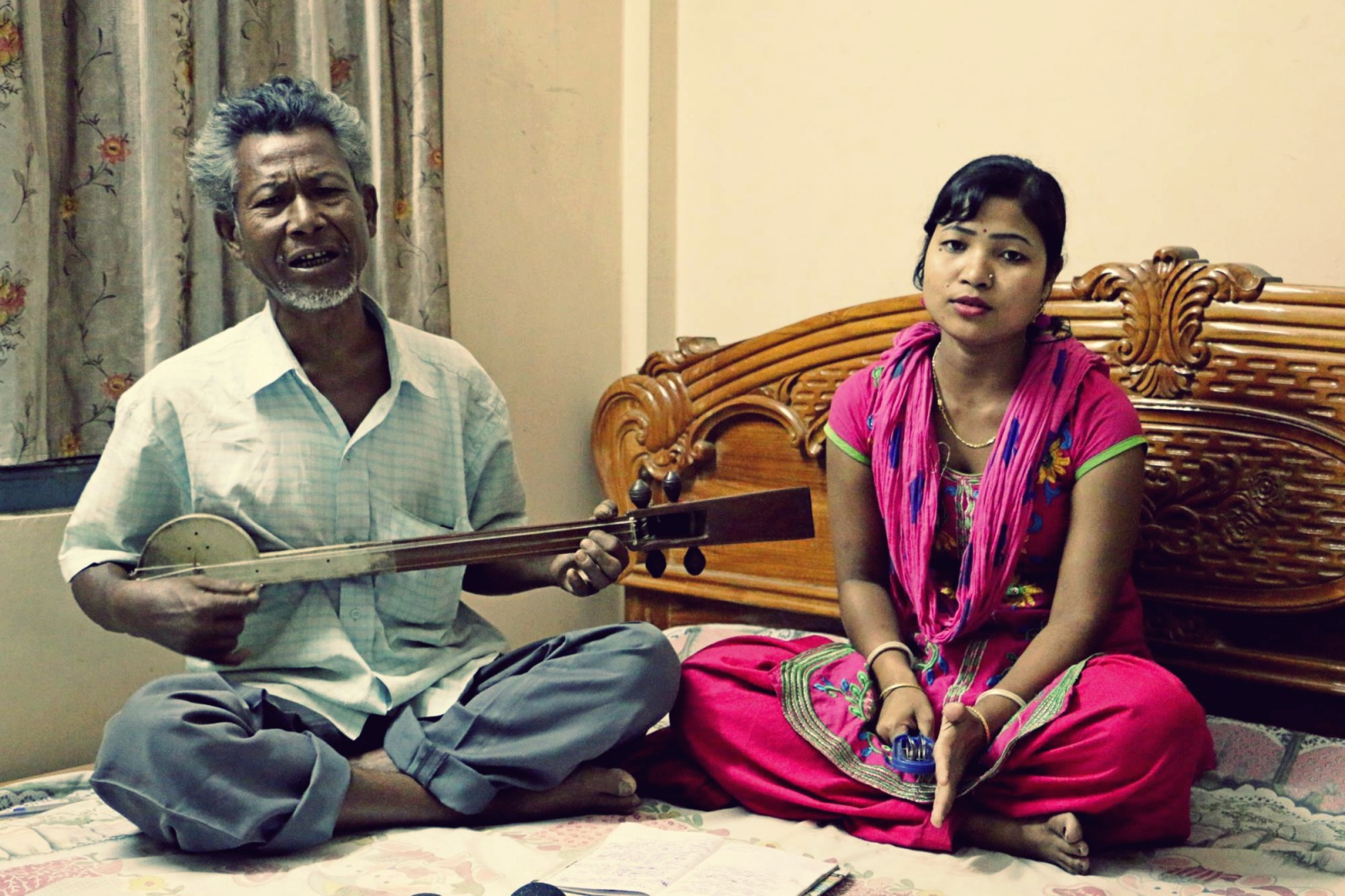
Індійські музиканти співають для учасників «Двоколісних хронік», 2015 р.

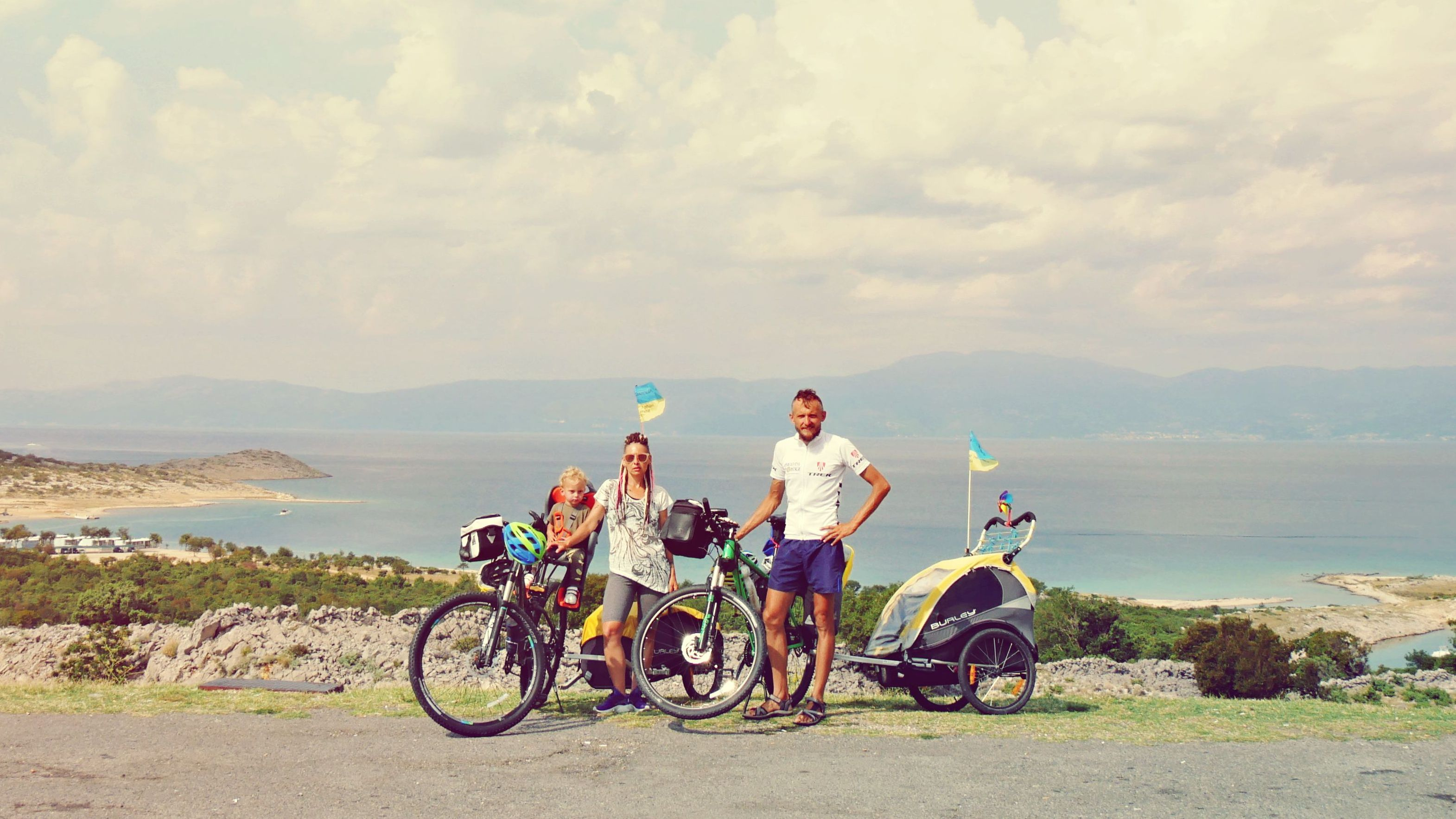
Володимир, Ярина та Марко у Хорватії, 2018 р.

Починаючи від 2010 року в рамках проєкту «Двоколісні хроніки» відбулося цілий ряд великих велоекспедицій як по Україні, так і по світі. На цей час загальна довжина маршрутів усіх подорожей сягає 90 000 км, відвідано кілька десятків країн.

### «Мармурове кільце» (2010)
Перша велоекспедиція щойно створеного проєкту «Двоколісні хроніки». За 75 днів Володимир з Яриною на велосипедах подолали 3300 км з України до Туреччини через Румунію та Болгарію, об'їхавши наостанок Мармурове море. Під час подорожі музиканти зібрали небагато фольклорних записів, проте активно репрезентували український пісенний фольклор на вулицях багатьох міст. Результатом подорожі став однойменний фільм.

### «Країна скарбів» (2011)
Друга експедиція була присвячена Україні. Вже троє музикантів гурту «Фолькнери» (приєдналася Юлія Совершенна) за 44 дні проїхали на велосипедах всю країну від Ужгорода до Луганська сільською місцевістю (2011 км) і привезли з неї понад 600 записаних автентичних пісень, велика частина яких є унікальними та маловідомими. Також створено однойменний фільм про мандрівку. Ця подорож стала наймасштабнішою етнографічною експедицією в історії України.

### «ВідКарпатдоАпеннін» (2012)
Велоекспедиція пройшла Європою від Стрия до Венеції (Україна — Польща — Словаччина — Австрія — Словенія — Італія). Володимир з Яриною проїхали 1500 км за 22 дні, записали кілька десятків народних пісень, переважно бойківських, лемківських, польських та словацьких. Під час подорожі знято фільм «Від Карпат до Апеннін».

### «Чорно-білі історії» (2013)
Одна з найтриваліших велоподорожей відбулася весною та влітку 2013 року. За 65 днів Володимир та Ярина (частину маршруту — Юлія Совершенна) проїхали на велосипедах 3500 км від Чорного до Білого моря через Україну, Білорусь, Росію, Фінляндію. Окрім пошуку давніх пісень мандрівники записували життєві історії людей на своєму шляху.

### «Волинь» (2014)
Велокспедиція в пошуках пісенного фольклору по селах Тернопільської, Рівненської та Волинської областей була здійснена влітку 2014 року. Крім Володимира та Ярини учасниками стали Юлія Совершенна та Володимир Терещенко. Ця мандрівка була найкоротшою з усіх експедицій «Двоколісні хроніки» (9 днів, 370 км), проте однією з найплідніших за кількістю записаного фольклору.

### «Україна-Австралія» (2014-2016)
1 жовтня 2014 р. з київського Майдану Незалежності Володимир та Ярина стартували у свою наймасштабнішу на сьогодні велосипедну подорож. В цій експедиції окрім використання інших медіа-засобів мандрівники також створювали радіопрограму «Двоколісні хроніки» (Володимир є професійним звукорежисером, а Ярина радіоведучою), що виходила в ефір на українському радіо «Промінь» щотижня від грудня 2014 по жовтень 2015 р.
Подолавши 25000 км (власне велосипедами — 17000) через 13 країн Європи та Азії, музиканти успішно фінішували у Сіднеї (Австралія) в лютому 2016-го. Через два місяці тут у подружжя передчасно народився син Марко, а перед батьками постала складна фінансова ситуація у зв'язку з вимушеним тривалим перебуванням дитини в інкубаторі місцевого шпиталю. Історія про це викликала відчутний резонанас серед українців діаспори та в Україні й була висвітлена українським телеканалом СТБ.

### Продовження подорожей утрьох (2017-2022)
В лютому 2017 року сім'я продовжила велоподорож вже утрьох (Марко — в спеціальному дитячому велопричепі) по країнах Південно-Східної Азії та Китаю. Протягом шести місяців 2017 року цей проєкт транслювався на Громадському ТБ.
У липні 2017-го сім'я на деякий час прилетіла в Україну, де Володимир з Яриною записали два нових альбоми власного музичного гурту «Фолькнери» та здійснили серію концертів.
Влітку 2018-го мандрівники знову утрьох здійснили велоподорож від України до Африки (Туніс), проїхавши 9 країн. Їхній щотижневий телепроєкт цього разу транслював телеканал «Терра».
Також в цей період Володимир здійснив соло-подорож (на початку — з двома іншими учасниками) по країнах Південної Америки від грудня 2019 по березень 2020 року (був вимушений зупинитися у Перу через настання пандемії Covid-19).
У 2021-2022 роках сім'я здійснила кілька подорожей до Туреччини та Єгипту. На час початку повномасштабного вторгнення Росії в Україну мандрівники перебували у подорожі по Єгипту. Опісля вони були запрошені до Великої Британії як митці-резиденти (за програмою для українських біженців), де продовжували здіснювати творчу роботу як гурт "Фолькнери" (у 2023 році ними було заявлено про припинення діяльності гурту).

### Навколосвітня велоекспедиція Володимира Муляра (2024-дотепер)

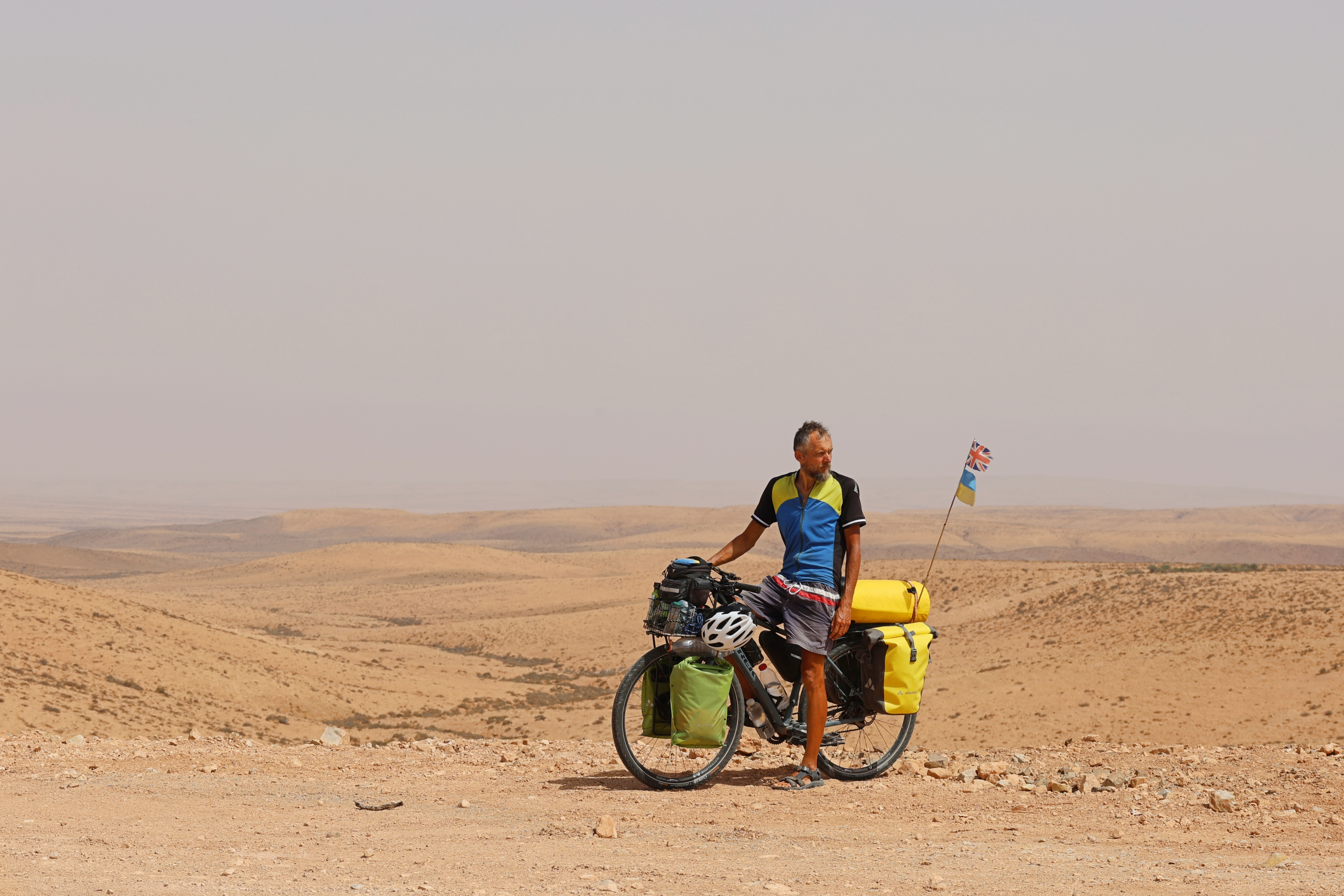
Володимир Муляр в пустелі Сахара у Марокко під час сольної подорожі навколо світу, 2024 р.

31 травня 2024 року в англійському містечку Хексем Володимир Муляр розпочав сольну безперервну навколосвітню велопекспедицію по усіх континентах Землі. Однією із цілей проєкту заявлена підтримка України і нагадування людям в країнах усього маршруту про російську агресію та її загрозу вільному світові. Очікується що подорож займе близько 3 років.
Як і раніше, Володимир детально висвітлює хід експедиції на каналі проєкту в Youtube, а також щотижневі відео з подорожі транслює український телеканал "Світло".